# Kepler-442b
Kepler-442b — це підтверджена екзопланета, яка за розмірами подібна до Землі й має кам'янисту поверхню. Вона знаходиться в так званій зоні, приданої для життя — області навколо своєї зорі, де можуть існувати умови для рідкої води на поверхні. 
Планета обертається навколо зорі Kepler-442 — це зоря головної послідовності спектрального класу K, тобто вона трохи холодніша і менш яскрава, ніж Сонце. 
Відстань до цієї зорі від Землі становить приблизно 1196 світлових років (367 парсеків), і розташована вона в сузір'ї Ліри.
Kepler-442b обертається навколо своєї зорі на відстані приблизно 0,409 астрономічних одиниць (61,2 млн км). Один оберт навколо зорі триває приблизно 112 днів. 
За масою ця планета приблизно у 2,3 раза важча за Землю, а її радіус становить близько 1,34 земного. Kepler-442b є одним із найбільш перспективних кандидатів на потенційну придатність для життя. 
Її зоря має масу щонайменше на 40 % меншу, ніж Сонце, і може існувати близько 30 мільярдів років, що набагато довше, ніж триватиме існування нашого Сонця.
Відкриття Kepler-442b було здійснене за допомогою космічного телескопа НАСА Кеплер, який використовує транзитний метод. Цей метод дозволяє виявляти екзопланети, спостерігаючи за тим, як вони частково затемнюють свою зорю під час проходження перед нею. НАСА офіційно підтвердило існування цієї планети 6 січня 2015 року.

## Фізичні характеристики

### Маса, радіус і температура
Kepler-442b — це планета, яка більша за Землю, але менша за такі газові гіганти, як Уран і Нептун. Такі планети називають суперземлями, адже вони можуть мати тверду поверхню та атмосферу, схожу на земну. 
Температура на Kepler-442b без урахування можливої атмосфери становить приблизно -40 °C, що схоже на зимову температуру в найхолодніших регіонах Землі. Однак, якщо на планеті є атмосфера, вона може утримувати тепло і зробити умови більш придатними для життя.
Розмір Kepler-442b приблизно в 1,34 раза більший за Землю, а маса — у 2,36 раза більша. Це означає, що вона значно щільніша і, ймовірно, містить більше важких елементів, таких як залізо і силікати.
Астроном Ітан Сіґель припускає, що ця планета може бути як кам'янистою, так і більш газоподібною, схожою на мінінептун. Це залежить від того, які речовини входять до її складу.
Гравітація на поверхні Kepler-442b приблизно на 30 % сильніша, ніж на Землі. Якби людина, яка важить 70 кг на Землі, опинилася на цій планеті, її вага там була б близько 91 кг. Це означає, що ходити та підіймати предмети там було б трохи складніше, ніж у нас, але загалом це не критично для життя.

### Головна зоря
Kepler-442b обертається навколо зорі Kepler-442, яка належить до класу помаранчевих карликів (спектральний клас K). Ця зоря приблизно вдвічі менша за Сонце: її маса становить 61 % від сонячної, а радіус — 60 %. Вона холодніша за наше світило — її температура приблизно 4129 °C, тоді як температура Сонця сягає близько 5505 °C. Kepler-442, за оцінками, має вік 2,9 мільярда років. Це менше, ніж вік Сонця, якому вже 4,6 мільярда років. Однак її точний вік визначити складно, і може бути деяка похибка в розрахунках. Зоря містить менше важких елементів, ніж Сонце. Її «металічність» (кількість елементів важчих за гелій) становить лише 43 % від сонячного значення. Яскравість Kepler-442 складає лише 12 % від сонячної, тому вона значно тьмяніша. З видимою зоряною величиною 14,76 ця зоря занадто слабка, щоб її можна було побачити неозброєним оком.

### Орбіта
Kepler-442b обертається навколо своєї зорі за 112 днів. Її орбіта знаходиться на відстані близько 0,4 астрономічних одиниць (60 мільйонів км) від зорі, що трохи більше, ніж відстань Меркурія від Сонця (0,38 а.о. або 57 мільйонів км). Ця екзопланета отримує близько 70 % світла, яке Земля отримує від Сонця. Це означає, що на її поверхні може бути трохи прохолодніше, але якщо на планеті є атмосфера, яка може утримувати тепло, її умови все ще можуть бути придатними для життя.

## Потенційна придатність для життя

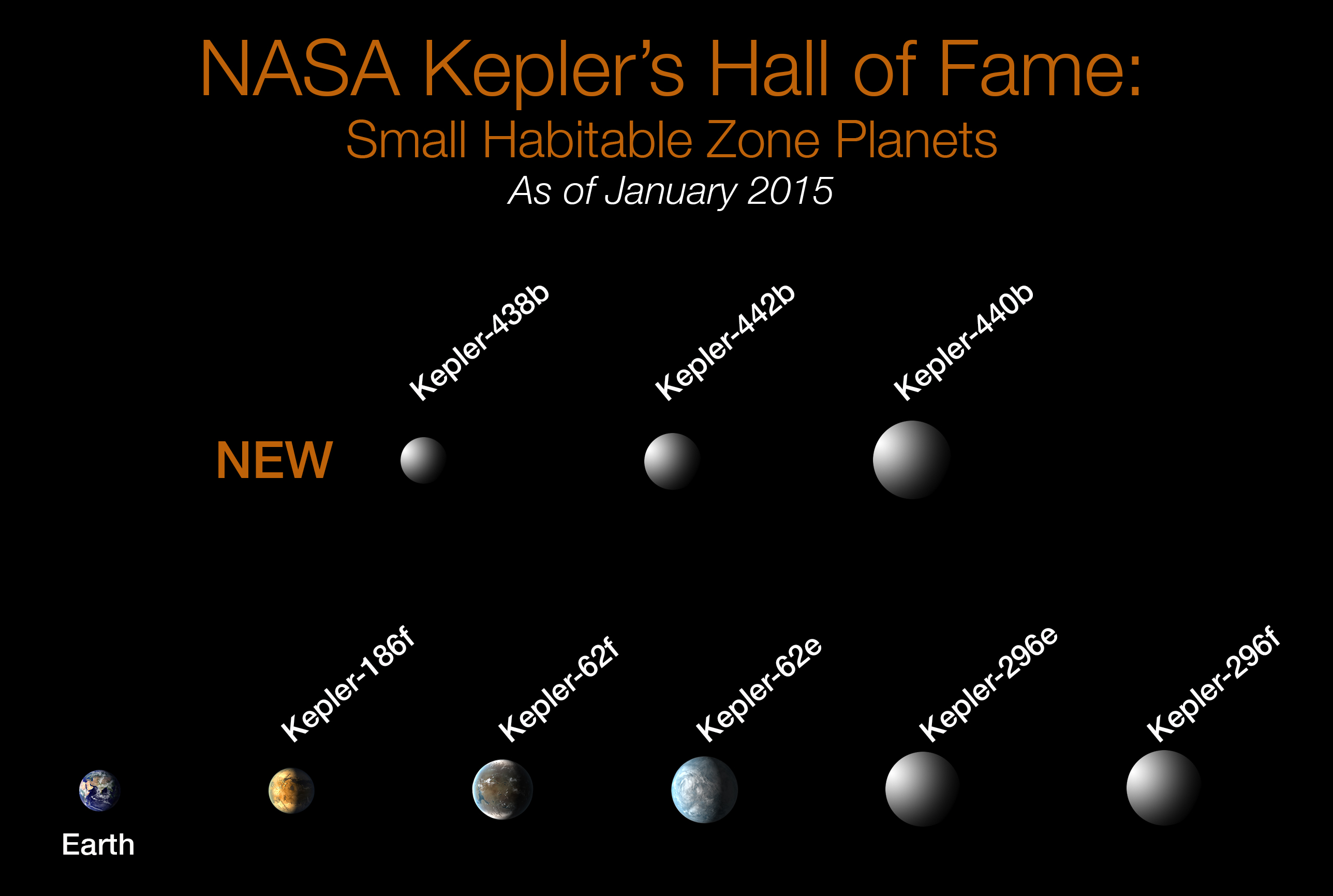
Підтверджено наявність малих екзопланет у придатних для життя зонах (зображення художника).(Kepler-62e, 62f, 186f, 296e, 296f, 438b, 440b, 442b).

Kepler-442b знаходиться в зоні, придатної для життя — області, де температура може дозволяти існування рідкої води на поверхні планети. Це одна з найбільш схожих на Землю екзопланет, відомих на сьогодні, як за розміром, так і за температурними умовами. Планета розташована трохи далі від своєї зорі, ніж межа, за якою припливні сили могли б повністю заблокувати її обертання. Це означає, що вона обертається навколо своєї осі, а не завжди повернута однією стороною до зорі, як, наприклад, Місяць до Землі. Такий обертальний рух може допомагати рівномірніше розподіляти тепло по всій планеті, що сприяє стабільнішим кліматичним умовам.

### Вплив зорі на придатність планети до життя
Зоря Kepler-442 належить до класу K. Вона менша та тьмяніша за Сонце, але живе набагато довше. Якщо Сонце світитиме близько 10 мільярдів років, то такі зорі, як Kepler-442, можуть існувати від 15 до 45 мільярдів років. Це означає, що планети навколо них мають більше часу для можливого розвитку життя. Проте в молодому віці зорі класу K (а також ще менші за них червоні карлики класу M) можуть бути дуже активними. Вони випромінюють сильний зоряний вітер — потік заряджених частинок, — а також час від часу викидають потужні спалахи радіації. Це може пошкодити або навіть повністю знищити атмосферу планети, якщо та розташована надто близько. Зазвичай менші зорі довше залишаються у цій активній фазі, перш ніж їхнє випромінювання стане стабільнішим. Оскільки точний вік Kepler-442 невідомий, ми не можемо точно сказати, чи вона вже пройшла цей небезпечний період. Але якщо так, то Kepler-442b могла зберегти атмосферу та залишатися придатною для життя.

### Припливні ефекти та подальші дослідження
У 2015 році вчені провели аналіз і дійшли висновку, що Kepler-442b, разом із Kepler-186f та Kepler-62f, є однією з найперспективніших екзопланет для можливого життя. Це означає, що умови на цих планетах можуть бути схожими на земні, що робить їх цікавими об'єктами для подальших досліджень.
У тому ж році був розроблений спеціальний індекс придатності до життя — система оцінки, яка допомагає визначити, наскільки умови на певній планеті можуть сприяти існуванню життя. За цим індексом Kepler-442b отримала оцінку 0,836, тоді як Земля — 0,829. Це означає, що, за певними критеріями, Kepler-442b може мати навіть кращі умови, ніж ідеальна копія Землі. Однак цей індекс — лише математичний розрахунок, який враховує певні фактори, такі як розмір планети, відстань до зорі та кількість отриманого світла. Це не означає, що на Kepler-442b справді є життя або що вона краща за Землю. Ми досі не знаємо, чи є там атмосфера і якщо так, то з чого вона складається. Без атмосфери планета, навіть якщо вона перебуває в зоні, придатної для життя, то вона може бути занадто холодною або незахищеною від випромінювання. Науковці наголошують, що вищий бал у цьому індексі не гарантує наявності життя, а лише показує, що планета має деякі характеристики, які могли б цьому сприяти.

## В культурі
В культурі планета часто зображається потенційно землеподібним світом з океанами води